# David Nicholls (écrivain)
 (mars 2021).
Si vous disposez d'ouvrages ou d'articles de référence ou si vous connaissez des sites web de qualité traitant du thème abordé ici, merci de compléter l'article en donnant les références utiles à sa vérifiabilité et en les liant à la section « Notes et références ».
Pour les articles homonymes, voir David Nicholls et Nicholls.
Œuvres principales
- Pourquoi pas ?
- Pour une fois
- Un jour
- Nous

David Nicholls, né le 30 novembre 1966 à Eastleigh dans le Hampshire, est un romancier et scénariste britannique.

## Biographie
En 1983, David Nicholls étudie au Barton Peveril College.
En 1986, il commence une carrière d'acteur sous le nom de David Holdaway.
Depuis 2000, il signe des adaptations pour la BBC : Simpatico, Cold feet : Amours et petits bonheurs (4 épisodes), I Saw You, Rescue Me (6 épisodes), Beaucoup de bruit pour rien, Aftersun, Starter for 10, And When Did You Last See Your Father ?, Tess of the D'Urbervilles (4 épisodes), Les Grandes Espérances. En 2003, il fut assistant de réalisation pour le film TV The Deal.
David Nicholls vit à Londres avec son épouse et leurs deux enfants.

## Œuvres
- Pourquoi pas ?, Belfond, 2012 ((en) Starter for Ten, 2003)Réédition chez 10/18 en 2013 (ISBN 2264060026)
- Pour une fois, Belfond, 2013 ((en) Understudy, 2006)  (ISBN 2714451888)Réédition chez 10/18 en 2014 (ISBN 2264063483)
- Un jour, Belfond, 2011 ((en) One Day, 2008), trad. Karine Reignier  (ISBN 2714447147)Réédition chez 10/18 en 2012 (ISBN 2264055758)
- Nous, Belfond, 2015 ((en) Us, 2014)  (ISBN 978-2714459497)Réédition en livre audio, lu par Patrick Donnay, en 2015, éd. Audiolib, 2 disques compacts (durée : 14 h 12)  (ISBN 9782356419439) (BNF 44312196)
- Summer mélodie, Belfond, 2020 ((en) Sweet sorrow, 2019)  (ISBN 2714493246)

## Filmographie
- 1999 : acteur dans The Shockers : The Visitor, film TV (voir IMDB).
- 1999 : coscénariste dans Simpatico, drame TV (voir IMDB).
- 2000 : acteur pour I Saw You, série télévisée (voir IMDB).
- 2000 : scénariste pour 4 épisodes de  Cold feet: Amours et petits bonheurs, série télévisée (voir IMDB).
- 2002 : scénariste pour I Saw You, série télévisée (voir IMDB).
- 2002 : scénariste pour les 6 épisodes de Rescue Me, série télévisée (voir IMDB).
- 2003 : assistant de réalisation et acteur pour The Deal, drame réalisé par Stephen Frears (voir cinémotions).
- 2005 : scénariste pour ShakespeaRe-Told : Much Ado About Nothing (Beaucoup de bruit pour rien), comédie dramatique réalisée par Brian Percival (voir cinémotionset IMDB).
- 2006 : scénariste pour Aftersun, une comédie (voir IMDB).
- 2006 : scénariste pour Starter for 10, d'après son premier roman comique (voir IMDB).
- 2007 : scénariste pour And When Did You Last See Your Father ?, drame (voir IMDB).
- 2008 : scénariste pour la mini-série dramatique Tess of the D'Urbervilles (voir IMDB).
- 2011 : scénariste pour Un jour (One Day) de Lone Scherfig, tiré de son troisième roman, romance (voir IMDB).
- 2012 : scénariste pour De grandes espérances (Great Expectations) de Mike Newell, adapté du roman de Charles Dickens (voir IMDB).
- 2014 : Romance de gare (The 7.39) (TV)
- 2015 : Far from the Madding Crowd de Thomas Vinterberg
- 2018 : Patrick Melrose (TV)
- 2024 : Un jour (série Netflix) (producteur exécutif)